# X(3872)
X(3872) est un hadron exotique.

## Historique
Cette particule quantique a été découverte en 2003 dans le cadre de l'expérience BELLE. 

## Caractéristiques
Au vu de son possible contenu en quarks de valence ccuu, il pourrait s'agir d'un tétraquark. Néanmoins, sa structure n'était pas encore complètement élucidée en 2017.
Avec une masse de 3,871 3 GeV/c2. 
Elle est donc quatre fois plus lourde qu'un proton.
Cette particule n'est pas présente dans le Modèle standard (physique des particules) à cause de son nombre quantique.
Le nombre quantique de X(3872) a été déterminé par le LHCb en mars 2013. La valeur JPC est 1++.